# Retratos oficiales de Nancy y Ronald Reagan en la Casa Blanca
Ha habido dos retratos oficiales del presidente Ronald Reagan y uno único de Nancy Reagan en la Casa Blanca. El primer retrato de Ronald Reagan fue pintado por Aaron Shikler en 1989, pero fue rechazado por no ser lo suficientemente parecido y guardado en 1991. Un segundo retrato, pintado por Everett Kinstler en 1991, se consideró más exitoso y actualmente cuelga en la Casa Blanca. El retrato de Nancy Reagan realizado por Shikler en 1989 también forma parte actualmente de la colección de la Casa Blanca.

## Retratos de Shikler
Los retratos de Nancy y Ronald Reagan realizados por Aaron Shikler fueron presentados el 15 de noviembre de 1989 en una ceremonia en la Casa Blanca. A la ceremonia asistió una audiencia de 100 exfuncionarios de la administración Reagan y personalidades importantes. El retrato de Shikler fue posteriormente considerado por los amigos y partidarios de Reagan como una imagen insuficiente de él, y fue trasladado del vestíbulo de la Casa Blanca a un almacén en abril de 1991.
En el retrato se representa a Ronald Reagan de pie, vistiendo un traje azul y una corbata roja. Sus dedos descansan sobre el escritorio de la Oficina Oval. Detrás de él hay una estatua de bronce de un vaquero. Shikler había destruido su retrato original de Reagan y lo había repintado después de que Nancy expresó su desaprobación. La expresión facial de Reagan fue descrita como una «sonrisa algo extraña» por Associated Press en 1991. En el retrato de Nancy Reagan, ella lleva un vestido rojo y está de pie frente a las puertas cerradas de la Sala del Comedor del Estado. Shikler había pintado previamente un retrato al óleo sobre papel de Nancy Reagan en 1985. Fue donada a la Galería Nacional de Retratos por la revista Time.
Las pinturas fueron encargadas por el ejecutivo minorista Milton Petrie y su esposa, Carroll, y la Asociación Histórica de la Casa Blanca. Jerry Zipkin contactó a los Petrie para preguntarles si pagarían por los retratos. En enero de 1990, los Petrie asistieron a una cena privada para 30 personas en la Casa Blanca en la que se revelaron los retratos. Carroll Petrie recordó posteriormente: «Después de la cena, desvelaron los retratos. El de Nancy era precioso. Desafortunadamente, el del presidente Reagan no era muy bueno. Rehicieron el suyo, pero seguía sin quedar bien. Así que contrataron a otro artista para que lo hiciera».
Shikler también donó un retrato de Ronald Reagan de 1991 a la Galería Nacional de Retratos. La Galería Nacional de Retratos también tiene un retrato de Reagan en óleo sobre papel realizado por Shikler en 1980, donado por la revista Time.

## Retrato de Ronald Reagan realizado por Kinstler
Everett Kinstler fue contratado para pintar el segundo retrato oficial de Reagan. Aparece representado en el retrato sentado en el Balcón Truman de la Casa Blanca. El monumento a Thomas Jefferson se muestra al fondo. Es el único retrato presidencial oficial que muestra al sujeto en exteriores. Kinstler dijo que pintó a Reagan «...tal como me lo pareció: un hombre seguro de sí mismo, de sonrisa fácil y buen humor. Parecía estar perfectamente a gusto consigo mismo». Se exhibió por primera vez en la Casa Blanca con motivo de una cena de estado en honor a la presidente de Nicaragua, Violeta Chamorro. Fue financiado por el Sr. y la Sra. Joe Allbritton.
A partir de marzo de 2025, el retrato de Reagan cuelga en la Oficina Oval, a la izquierda del presidente Donald Trump mientras está sentado en su escritorio. Según The Washington Post, el efecto es que «Reagan parece sonreír con aprobación ante las obras de Trump».